# タマ・トンガ
タマ・トンガ（Tama Tonga、1982年10月15日 - ）は、トンガ王国の男性プロレスラー。ヌクアロファ出身。現在はWWEを中心に活動している。本名はアリペイト・フィフィタ（Alipate Fifita）。
大相撲・朝日山部屋出身の元力士でありアメリカのWCWやWWFで活躍したキング・ハクは養父。かつてカマーチョのリングネームでWWEに所属したタンガ・ロア（テヴィタ・フィフィタ）は従弟であり義弟。ヒクレオ（タウラ・フィフィタ）は実弟。

## 来歴

### キャリア初期
1991年に実弟のタウラと共に叔母の夫であるハクの養子となる。父となったハクからレスリングの英才教育を施され、その後、チーム3Dアカデミーに入門。卒業後はフロリダ州を拠点とするインディー団体であるWXW（World Xtreme Wrestling）を中心に活動。WXWでは弟テヴィタとサンズ・オブ・トンガ（Sons of Tonga）なる兄弟タッグチームを結成して兄はカヴァ（Kava）、弟はヌクのリングネームとして活動した。2009年2月にヌクがWWEと契約を交わしてWXWから脱退してからは、アフロ・ボーイを新たな相棒として、サンズ・オブ・トンガを継続するも、WXWタッグ王座を獲得するに至らなかった。アフロ・ボーイとタッグを決別すると、同年5月よりシングルプレーヤーへと転向。WXW TV王座へと照準を絞り、6月20日にWXW TV王者であるリチャード・J・クライアドに挑戦して勝利し、ベルトを奪取した。
2010年1月、プエルトリコのメジャー団体であるWWCにて、キング・トンガ・ジュニア（King Tonga Jr.）のリングネームで参戦。同月30日にカルリートスを相手にデビュー戦を行い勝利した。2月よりアイドル・スティーブンスとアメリカン・ファミリー（American Family）なるタッグチームを結成し、サンダー & ライトニングとWWC世界タッグ王座を巡って抗争を開始。4月3日の王座戦では敗戦するが、翌4日にサンダーを襲撃して負傷欠場に追い込み、2対1のハンディキャップマッチでの王座戦をライトニングに組ませて勝利し、卑怯な手段ながらもベルトを奪取した。

### 新日本プロレス
2010年5月8日、新日本プロレス主催のSUPER J TAG TOURNAMENTに出場予定だったタイガーマスクのリザーバーとして参戦し、父であるハクが使用していたリングネームにあやかり、タマ・トンガとリングネームを変更した。デイビー・リチャーズとタッグを結成し、一回戦で金本浩二 & エル・サムライと対戦。敗れはしたものの試合は高評価を得て、同年に開催されたBEST OF THE SUPER Jr.に初出場を果たした。
以降、定期的に新日本に参戦し、2010年後半からは後藤洋央紀とタッグチーム、荒トンガを結成。その後はG1 TAG LEAGUEなどヘビー級戦線での活動が多くなり、2011年からは本格的にヘビー級転向を宣言。5月3日、レスリングどんたく 2011にて、メキシコ遠征から帰国した後藤のパートナーとして、プロレスリング・ノアの杉浦貴 & 橋誠と対戦。試合中にノータッチ・プランチャ・スイシーダを放った際、右肩から場外の床に落下してしまい、後日右肩脱臼と診断され、長期欠場。また、この負傷が原因で出場予定とされていた初代IWGPインターコンチネンタル王者決定トーナメントも欠場となった。
2012年10月、メキシコのメジャー団体であるCMLLに参戦。同団体に所属しているエル・テリブレとタッグを結成し、11月13日にアトランティス & ディアマンテ・アスルの保持するCMLL世界タッグチーム王座に挑戦。ヘッドシュリンカーでディアマンテ・アスルからピンフォール勝ちを収めて、同王座に戴冠。12月11日、ラ・マスカラ & バリエンテの挑戦を退けて、タッグ王座の初防衛に成功。2013年4月7日、INVASION ATTACKにて、再びマスカラ & バリエンテと対戦し、挑戦を退けて2度目の防衛に成功した。

#### BULLET CLUB
5月3日、プリンス・デヴィット、カール・アンダーソン、バッドラック・ファレらと共にBULLET CLUB（以下BC）を結成し、ヒールターンを果たした。7月5日、CMLL世界タッグ王座を賭けた試合で、棚橋弘至 & 獣神サンダー・ライガーと対戦。パートナーのテリブレがピンフォール負けを喫して王座陥落してしまったが、9月14日、レイ・ブカネロを新たなパートナーにしてリターンマッチを行う。セコンドに付いたBCの介入で優位に立ち、最後はライガーからヘッドシュリンカーでピンフォール勝ちを収め、第35代王者組に返り咲いた。
2015年6月13日、ニュージャージー州を拠点とするインディー団体であるJCW（Jersey Championship Wrestling）に参戦。JCWヘビー級王座を保持するジョーイ・ジャネーラに挑戦して勝利し、特別立会人として試合を見届けたリッキー・スティムボートによりベルトを手渡された。

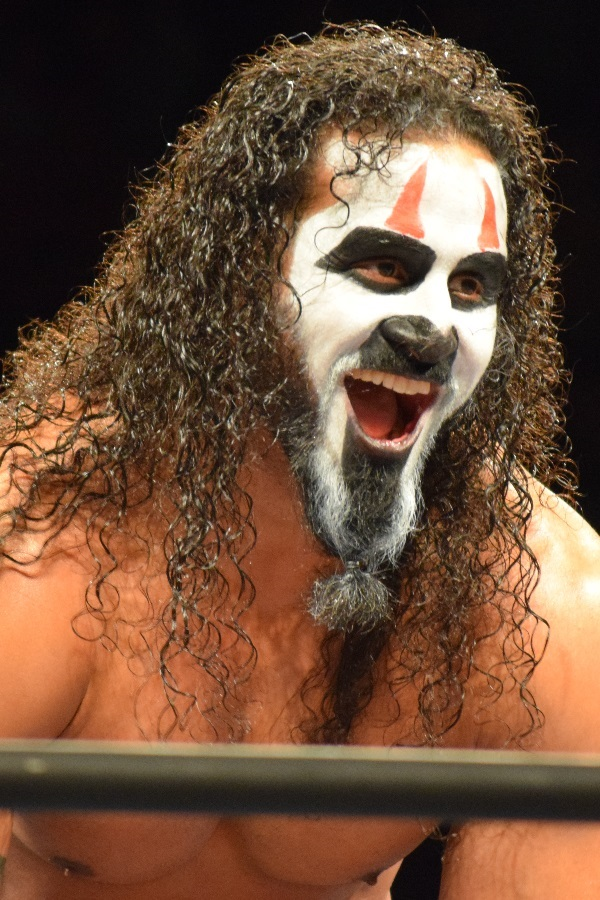
2016年3月

2016年1月4日、レッスルキングダム10の舞台でファレ、高橋裕二郎とタッグを組み、新設されたNEVER無差別級6人タッグ王座を巡り、CHAOSの矢野通 & ブリスコ・ブラザーズ（ジェイ・ブリスコ & マーク・ブリスコ）と対戦した。ブリスコ・ブラザーズの連携技、ドゥームズデイ・デバイスを決められ敗戦した。その後のシリーズではファレ、高橋と共に矢野との抗争を繰り広げ、2月11日、THE NEW BEGINNING in OSAKAにて、再び矢野 & ブリスコ・ブラザーズと対戦。矢野のお株を奪う急所攻撃からヴェレノを炸裂させ、勝利。第2代NEVER無差別級6人タッグ王者に輝き、新日本参戦以降初の王座戴冠となったが、14日のTHE NEW BEGINNING in NIIGATAで行われた初防衛戦で、高橋がピンフォール負けを喫してしまい、僅か3日で王座を手放した。同日、セミファイナルで行われたIWGPタッグ選手権試合にて、防衛に成功したG・B・H（真壁刀義 & 本間朋晃）の前に姿を現し、新たなBCメンバーを引き連れての挑戦を表明した。3月3日、NEW JAPAN CUPに出場。一回戦で真壁と対戦し、ガン・スタンからヴェレノを決めて勝利を収め、番狂わせを起こした。翌4日、二回戦で後藤洋央紀と対戦したが敗戦した。12日のNJC最終戦にて、ファレ、高橋とのタッグで、棚橋弘至 & 真壁 & 本間と対戦。本間にヴェレノを決めて勝利を収めると、試合後に改めてIWGPタッグ王座挑戦をアピール。そして、BC新メンバーで共に挑戦するタッグパートナーの正体がタンガ・ロアと名乗る自身の弟であることを発表した。同月27日、NJPW vs BULLET CLUBシングル5番勝負と銘打たれた試合で真壁と対戦。終盤にはBCの盟友であったアンダーソンの得意技であるガンスタンを炸裂し、ヴェレノでとどめを刺そうとするがブレーンバスターで切り返されるとスパイダージャーマンから キングコングニードロップを放とうとコーナートップに立った真壁を突如乱入してきたタンガ・ロアが突き落とし反則負けとなった。4月10日、INVASION ATTACK 2016にてIWGPタッグ王座を保持するG・B・Hに挑戦。終盤にこけしを連発する本間に苦戦したもののエルボー合戦に敗れて本間のこけしロケットを喰らい、本間がこけし落としの体勢に入ったところにタンガ・ロアがカットに入り形勢を逆転、本間にパワーボムとリバースDDTの合体技からゲリラ・ウォーフェアを決めて勝利。初のIWGP王座を手にした。G1 CLIMAXに初出場し棚橋を破るなど健闘を見せたが、結局は4勝で終わった。
2018年8月12日、日本武道館で開催された『G1 CLIMAX 28』はBブロック予選を3勝6敗勝ち点6で敗退（同点5人の内、オポネント最下位）。同大会に出場しなかったタンガ・ロアが介入するなどしてリング上を混乱させた。
2021年1月4日、東京ドームで開催された『WRESTLE KINGDOM 15』ではゲリラズ・オブ・デスティニーとしてタイチ&ザック・セイバーJr.組（デンジャラス・テッカーズ）の持つIWGPタッグ王座に挑戦。ロアがエイプシットでタイチを破り、歴代最多となる7度目の戴冠を果たした。
2021年9月18日より『G1CLIMAX』に自身3年ぶりに出場、Bブロックにエントリーとなる。10月14日の山形大会にてそこまで無傷の7連勝としてジェフ・コブと2人でBブロック首位を快走していたオカダ・カズチカをDSDで撃破。タマ自身は予選落ちとなったがこの年のG1を制覇したオカダに決勝までの全戦を通じて唯一の黒星をつけた。勝利後のバックステージでは日本国内の大会に参戦しないジェイ・ホワイトに対して、｢この俺が奪い取ってやる!」とBULLET CLUBのキャプテンを下克上で奪い取ると宣言するなど、不穏な空気を漂わせる。
2021年11月6日の大阪大会にてオカダのIWGP世界ヘビー級王座権利証に挑戦、激戦の末レインメーカーを浴びて敗北。G1の雪辱を果たされると共に権利証の防衛にも成功された。
2022年の『WRESTLE KINGDOM 16』には出場せず。

#### BULLET CLUB追放～本隊合流

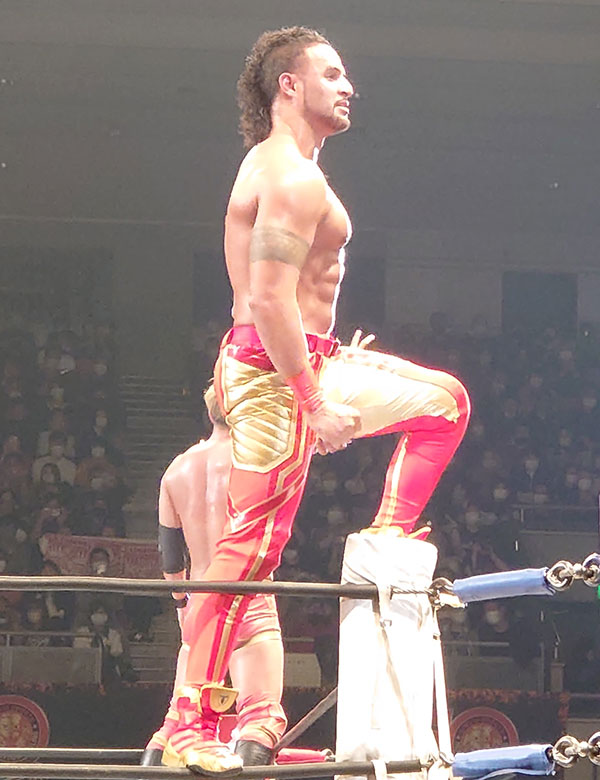
2022-11-11

2022年2月20日（現地時間19日）にアメリカで開催されたインパクト・レスリングの大会『No Surrender 2022』にG.o.Dとして出場。かつてBULLET CLUBのチームメイトとしても活動したカール・アンダーソン＆ドク・ギャローズの2人とインパクト世界タッグ王座戦を行った。その試合中に突如としてリング上に姿を表したホワイトからブレードランナーを浴びてダウン、最後はマジックキラーで敗北した。試合後、ホワイトがアンダーソン、ギャローズ、クリス・ベイの3人と結託をアピールしたことで、BULLET CLUBがホワイト派閥とトンガ派閥に分裂してしまう。日本で活動する他のメンバーも巻き込んだユニット内抗争へと発展することになった。
2022年3月2日より開催の『NEW JAPAN CUP』にユニットが揺れる中でエントリー。くじ引きでシードとなり2回戦からの登場となる。
3月13日の尼崎大会での『NJC』2回戦でBULLET CLUBのチームメイトであるEVILと対戦。試合中にEVILと同じ『HoT』のディック東郷、高橋裕二郎、SHOの介入を受ける。石森、ファンタズモが救援の為に介入したと思われたが2人も攻撃に加担、その後EVILを受けて敗北した。
試合後には、オーエンズや創設期となる2013年5月から共に戦ってきた盟友のファレも加わって、救援に駆け付けたロアや邪道と共にノックアウトされる。そこで"3人と（現シリーズに出場せず、立場も未だ明確にしていない。）KENTAを除く国内BULLET CLUBの全メンバーがホワイト派閥についた"ことが明かされ、同時にBULLET CLUBから追放された。
その後は、タマ、ロア、邪道とBULLET CLUBの抗争が始まる。3月18日、後楽園ホール大会での試合終了後、新日本本隊の田口隆祐＆マスター・ワト組が救出に入り、20日、21日の長岡2連戦ではタッグを結成。さらに21日には棚橋弘至が試合終了後に救出に駆けつけ、タマ、ロア、邪道らと握手を交わし、共闘関係が結ばれた。
4月9日、NEW JAPAN CUPで敗れたEVILの持つNEVER無差別級王座への挑戦を表明。
5月1日、福岡PayPayドーム大会にてEVILに勝利。NEVER王座初戴冠並びに、新日本プロレスシングル王座初戴冠を果たした。しかし、直後にBULLET CULBオリジナルメンバーであるカール・アンダーソン＆ドク・ギャローズが乱入。アンダーソンの本家ガン・スタンを食らってしまう。これにより、大阪城ホールでアンダーソンを相手に初防衛戦が決定した。

### WWE
2024年11月、サバイバー・シリーズのメインイベントのウォーゲームズ戦でソロ・シコアらと組みローマン・レインズらと対戦したが、シコア組は敗北した。

## 人物
- 自身と同じくトンガ系で同世代のバッドラック・ファレとは互いに「兄弟」と呼び合っている。
- 大改造!!劇的ビフォーアフターで新日本プロレスの選手寮をリフォームする際に番組に登場。番組が撮影されたのはBULEET CLUB結成前、番組が放送されたのはBULLET CLUB加入直後ではあった。リフォーム前に壁を破壊してしまった。

## 得意技
BULLET CULB時代以降はインサイドワークやトラッシュトークも交えているが、デビューから一貫してその高い身体能力を活かした跳躍力を駆使した試合運びを得意としている。

### フィニッシュ・ホールド
DSD
正式名称は“DiveShackDriver”。所謂ダブルアーム・パイルドライバーであり、G1 CLIMAX 2021で初披露し、この技でオカダからシングル初勝利を収めた。奥の手で旋回式もある。

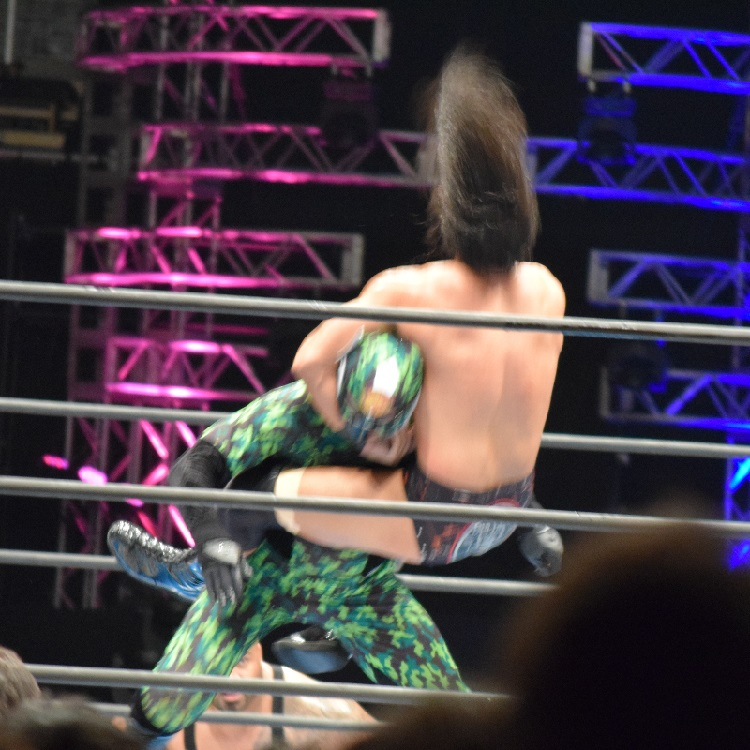
ヴェレノ
リバースフルネルソンの体勢からジャンプしながら両足で相手の胴体を挟み込み、DDTの体勢で脳天からマットに打ちつける。技名のヴェレノはイタリア語で「毒」の意。披露当初は「ヘッドシュリンカー」という技名で使用されていたが、2014年4月から現在の名称で用いられるようになった。
ガン・スタン
トンガの現在のフィニッシュ・ホールド。
BULLET CLUBのチームメイト、カール・アンダーソンが得意としていた飛びつき式ダイヤモンド・カッター。アンダーソンがBCを脱退したのを機にヴェレノの繋ぎとして使用しはじめ、後にフィニッシャーへと昇華している。
両手式のRKOといえる技。
リバース・ガン・スタン
スタンド状態の相手と背中合わせになりながら相手の首を両手で捉え、勢いよくマットに背中から倒れ込んで相手の後頭部や背中をマットに叩きつける。
ゴーストフェース
ファイヤーマンズキャリーの体勢で担ぎ上げた後、相手の上半身を押し上げるように旋回させてからフラップジャックの体勢で相手の顔面をマットに叩きつける。BC結成後から使用しており、新日本公式サイト内では「変型ヘラクレスカッター」と呼称されていた。
トンガンツイスト
リバースDDTの体勢からクラッチを解かずに捻って相手の顔面をマットに打ち付ける変型フェイス・バスター。形的には高速で放つリバース・ショルダー・ネックブリーカーに近い。ヴェレノ習得以前のフィニッシャーで、現在も繋ぎ技として使用している。
シュプリームフロー
SRC

### 組み技
タマスペシャル
振り子式スパイン・バスター。
水車落としの体勢で担ぎ上げた状態から、勢いよく前方へと反転させながら相手の背中をマットに叩き付ける。
パトリオットが考案したパトリオット・ボムと同型。

### 飛び技
トルニージョ
きりもみ回転式のプランチャ・スイシーダ。
走りながらコーナー最上段に飛び乗り、三角飛び式で追走してくる相手に見舞う大技。
ダイビング・クローズライン
セカンドロープから放つ。
プランチャ・スイシーダ
リングからトップロープを飛び越えてのノータッチ式を得意とする。右肩脱臼による長期欠場から復帰以降は使用されていない。

### 投げ技
パワースラム
通常のパワースラムをより急方向に捻りを加えマットに叩きつけるのが特徴。

### 打撃技
エルボー
クローズライン
逆水平チョップ
空手チョップ
トンガの場合は前後のリープフロッグから両手で相手の体にチョップを打ち付ける。中盤以降によく見られる技。ヒールターン後はあまり見られなくなった。
ドロップキック

### 関節技、絞め技
ドリームキャッチャー
変形袈裟固め
コブラクラッチホールド
シャープシューター

### 合体技
「ゲリラズ・オブ・デスティニー#合体技」を参照

## タイトル歴
WWE
- WWEタッグチーム王座 : 1回

w / ジェイコブ・ファトゥ
新日本プロレス
- IWGPタッグ王座 : 7回

第70・72・76・81・83・85・88代 w / タンガ・ロア
- NEVER無差別級王座 : 4回（第36、38、40、42代）
- NEVER無差別級6人タッグ王座 : 4回

第2代 w / バッドラック・ファレ & 高橋裕二郎
第14代 w / バッドラック・ファレ & タンガ・ロア
第16代 w / バッドラック・ファレ & タンガ・ロア
第18代 w / タンガ・ロア&石森太二
- WORLD TAG LEAGUE優勝（2020年）

第54代 w / タンガ・ロア
- 3代目ミスター新日本

JCW
- JCWヘビー級王座 : 1回

WXW
- WXW TV王座 : 1回

WWC
- WWC世界タッグチーム王座 : 1回

w / アイドル・スティーブンス
CMLL
- CMLL世界タッグチーム王座 : 2回

第33代 w / エル・テリブレ
第35代 w / レイ・ブカネロ
ROH
- ROH世界タッグ王座 : 1回

第54代 w / タンガ・ロア

## 入場テーマ曲
GUERRILAS OF DESTINY
2016年4月10日の両国国技館大会から使用しているテーマ曲。曲名の通りG.O.Dのテーマ曲だが、シングルマッチや2人が揃っていない試合でもこの曲を使用している。
SPIDER DANCE
BULLET CLUB加入後のテーマ曲。2013年9月14日に披露され、2016年3月まで使用された。
WAO!
新日本プロレス参戦後から使用するテーマ曲。2010年6月 - 2013年5月まで使用。